# كريستيان فاسناخت
كريستيان فاسناشت (11 نوفمبر 1993 بزيورخ في سويسرا - ) هو لاعب كرة قدم سويسري في مركز مهاجم ‏.

## روابط خارجية
- كريستيان فاسناخت على موقع الاتحاد الدولي (مؤرشف)  (الإنجليزية)
- كريستيان فاسناخت على موقع الاتحاد الأوربي (الإنجليزية)
- كريستيان فاسناخت على موقع إي إس بي إن إف سي (الإنجليزية)
- كريستيان فاسناخت على موقع قاعدة بيانات كرة القدم.إي يو (الإنجليزية)
- كريستيان فاسناخت على موقع ناشيونال فوتبول تيمز (الإنجليزية)
- كريستيان فاسناخت على موقع Soccerbase.com (لاعب) (الإنجليزية)
- كريستيان فاسناخت على موقع Soccerway.com (الإنجليزية)
- كريستيان فاسناخت على موقع عالم كرة القدم.نت (الإنجليزية)
- كريستيان فاسناخت على موقع AS.com (الإسبانية)